# Steven Nordhaus

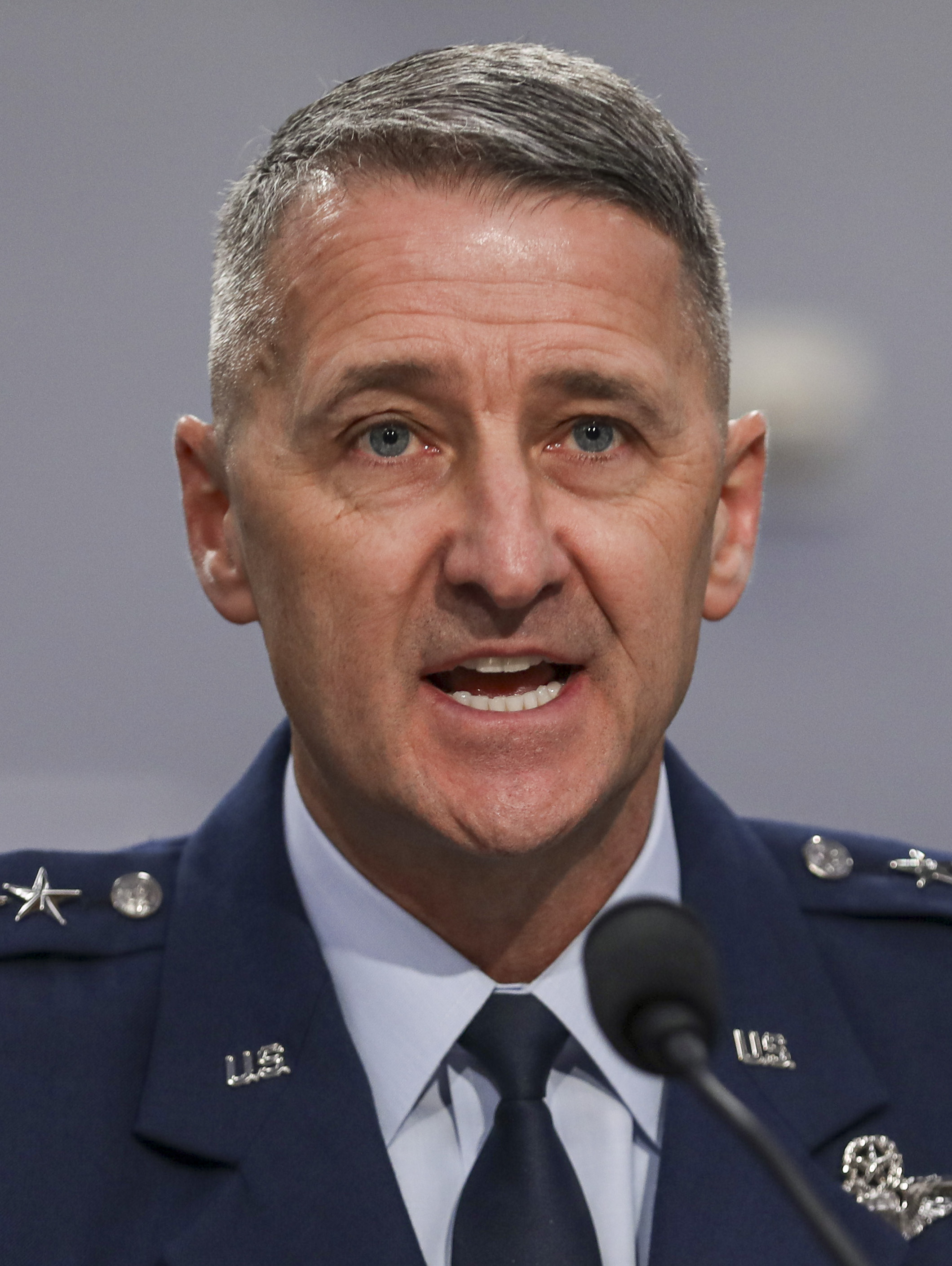
Steven Nordhaus als Vier-Sterne-General (2025)

Steven Scott Nordhaus (* 13. Oktober 1966 in Ohio) ist ein US-amerikanischer General der United States Air Force und seit August 2024 Chief of the National Guard Bureau.

## Leben
Nordhaus trat im August 1989 in die United States Air Force ein und absolvierte auf der Sheppard Air Force Base in Texas seine Pilotenausbildung und danach eine Schulung zum Piloten von Abfangjägern von Oktober 1990 bis Dezember 1990 auf der Holloman Air Force Base in New Mexico. Von Januar 1991 bis August 1991 wurde er auf der MacDill Air Force Base in Florida auf dem Kampfflugzeug General Dynamics F-16 ausgebildet und anschließend zur 309th Tactical Fighter Squadron auf die Homestead Air Force Base, ebenfalls in Florida, versetzt. Von September 1992 bis Juli 1996 war er als Rottenführer, Ausbilder und Prüfer in der 79th Fighter Squadron auf der Shaw Air Force Base in South Carolina eingesetzt und in gleicher Funktion von Juli 1996 bis August 1997 auf der Kunsan Air Base in Südkorea.
Von September 1997 bis 1998 war er wiederum Fluglehrer und Flight Commander auf der Mountain Home Air Force Base in Idaho und anschließend in der 112th Fighter Squadron auf der Toledo Air National Guard Base in Ohio, die er anschließend von November 2002 bis November 2006 als Staffelkapitän führte. Er absolvierte 2002 einen Lehrgang für Stabsoffiziere am Air Command and Staff College als Fernstudium. Anschließend übernahm er bis Juli 2009 das Kommando über das Air Sovereignty Alert Detachment des 180th Fighter Wing ebenfalls in Toledo ANGB. Von Juli 2009 bis Januar 2011 war er stellvertretender Kommandeur des Geschwaders, von Januar 2011 bis Dezember 2013 dann selbst Kommandeur.
Von Dezember 2013 bis März 2015 war Nordhaus Assistent des Chief of the National Guard Bureau im Pentagon in Washington, D.C. und anschließend bis Januar 2017 Deputy Director of Operations im North American Aerospace Defense Command (NORAD) in Colorado. Von Februar 2017 bis November 2019 führte er als Kommandeur das Air National Guard Readiness Center auf der Joint Base Andrews und war anschließend als Director of Operations im National Guard Bureau erneut im Pentagon eingesetzt. Von September 2022 bis März 2023 war er kurzzeitig Special Assistant des Direktor der Air National Guard und übernahm im März 2023 das Kommando über die First Air Force auf der Tyndall Air Force Base in Florida.
Nordhaus hat in seiner Karriere mehr als 3.000 Flugstunden erflogen.
Im Juli 2024 wurde bekannt, dass Steven Nordhaus von US-Präsident Joe Biden als nächster Chief of the National Guard Bureau als Nachfolger von Daniel R. Hokanson vorgeschlagen wurde. Er übernahm das Kommando am 2. August 2024.